# Serubbabel

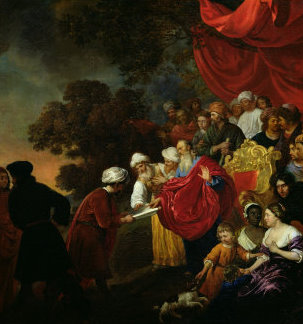
Serubbabel visar en planritning över Jerusalem för Kyros II.

Serubbabel var en man av kung Davids släkt, som spelade en viss roll i Jerusalem efter judarnas hemkomst från Babel. Huruvida han verkligen varit ledare för dem som först återvände därifrån är ovisst, eftersom den förteckning på de återkomna som finns i Esra 2 och Nehemja 7 av flera forskare betraktas som åsyftande en senare tid. 
Serubbabels roll vid återvändandet från den babyloniska fångenskapen är starkt betonad i den judiska skriften Tredje Esra, en apokryfisk skrift som ingår i den grekiska översättningen Septuaginta från andra århundradet f.Kr.
På profeterna Haggajs och Sakarjas tid (520 f.Kr.) stod i varje fall Serubbabel med översteprästen Josua i spetsen för judarna i Jerusalem. Serubbabel var då persisk ståthållare över den judiska kolonin (Haggaj 1:1) och såväl Haggaj som Sakarjas utpekade honom rent av som den blivande Messias (Haggaj 2:21–24, Sakakarias 6:9 ff.). Hur länge Serubbabel innehade sin ställning som judarnas världsliga överhuvud vet man inte, då han efter denna tid försvinner ur historien.